# Henri Lenferink
Henri Johan Jozef Lenferink (Delden, 10 april 1957) is een Nederlandse historicus, PvdA-politicus en bestuurder. Van 2 oktober 2023 tot 19 maart 2025 was hij waarnemend commissaris van de Koning in Gelderland. 

## Maatschappelijke en politieke carrière
Lenferink ging na het atheneum in Hengelo geschiedenis studeren in Nijmegen en behaalde zijn doctoraalexamen in 1984. Van 1984 tot 1987 was hij onderwijsmedewerker aan de Nijmeegse universiteit, daarna was hij twee jaar actief als freelance historicus. In die periode beschreef hij de geschiedenis van Het Gelders Orkest, in een boek waarin hij ook ruim aandacht besteedt aan de sociaal-economische positie van de Nederlandse symfonieorkesten. Van 1990 tot 1994 was Lenferink hoofd wetenschap van de IJsselacademie.
In 1986 betrad hij de politiek als gemeenteraadslid in Arnhem, waar hij vanaf 1994 tevens wethouder was van (onder andere) volkshuisvesting, monumentenzorg, archeologie, stadsvernieuwing en financiën. Lenferink is daarnaast voorzitter van het College van Dienstverleningszaken en was van mei 2018 tot januari 2023 lid van het bestuur van de Vereniging van Nederlandse Gemeenten. Tevens is hij actief binnen het bestuur van de Partij van de Arbeid.

## Burgemeester en commissaris van de Koning
In 2003 solliciteerde Lenferink in de tweede ronde van de sollicitatieperiode naar het burgemeesterschap van de gemeente Leiden. De eerste ronde was vastgelopen omdat de gemeenteraad van Leiden uiteindelijk maar een kandidaat benoembaar achtte, de VVD'er Harry Groen. Omdat de minister van Binnenlandse Zaken Johan Remkes de voordracht afwees, werd de procedure opnieuw gestart. Deze keer waren er twee kandidaten: Groen en Lenferink. Bij een burgemeestersreferendum op 11 maart 2003 koos de bevolking met een meerderheid van 77,9% voor Lenferink. 
Lenferink begon in Leiden op 15 mei 2003. In 2009, 2015 en 2021 werd hij herbenoemd.
Lenferink was tijdens zijn burgemeesterschap van Leiden voorzitter van de samenwerkende gemeenten in de regio Holland Rijnland, voorzitter van de Veiligheidsregio Hollands Midden en uit hoofde daarvan lid van het Veiligheidsberaad. In 2007 werd hij tevens voorzitter van het Nederlands Instituut voor Ruimtelijke Ordening en Volkshuisvesting (NIROV). Lenferink besloot in februari 2014 de wegens ontucht met minderjarige meisjes veroordeelde Benno L. in Leiden te laten wonen. Hoewel er in de stad protest was, kon het besluit van Lenferink op de grootst mogelijke meerderheid in de gemeenteraad rekenen. Op het 3 oktoberfeest 2018 verloor hij zijn ambtsketen. Pas een maand later werd dat publiek gemaakt. In 2007 was hij er ook al een kwijtgeraakt.
Vanaf maart 2020 was Lenferink de op dat moment langst aaneengesloten zittende burgemeester van één gemeente. Deze rol nam hij over van Peter Tange, de op 15 maart 2020 afgetreden burgemeester van Wormerland. In september 2021 werd hij bovendien de langstzittende burgemeester van Leiden van de laatste twee eeuwen, sinds J.G. de Mey van Streefkerk (1820–1842). Op 9 maart 2023 kondigde Lenferink aan dat hij de Koning had verzocht om hem per 1 september 2023 ontslag te verlenen. Bij zijn aftreden was hij 66 jaar oud en ruim 20 jaar burgemeester van Leiden. Op 31 augustus dat jaar werd hij tijdens een bijzondere raadsvergadering benoemd tot officier in de Orde van Oranje-Nassau. Tijdens de afscheidsbijeenkomst op die dag in de Pieterskerk werd hij benoemd tot ereburger van Leiden.
Met ingang van 2 oktober 2023 is hij waarnemend commissaris van de Koning in Gelderland. Op 19 maart 2025 werd hij opgevolgd door de partijloze Daniël Wigboldus.

## Onderscheiding
Op 14 november 2023 kreeg Lenferink in de Japanse ambassade in Den Haag het versiersel Gold Rays with Rosette (officier) in de Orde van de Rijzende Zon van Japan uitgereikt. Hij kreeg  de onderscheiding als dank voor zijn inzet bij de promotie van de Japanse cultuur in Nederland. Dat gebeurt onder meer via de stedenband die Leiden heeft met Nagasaki.

## Privéleven
Lenferink is gehuwd en vader van twee kinderen.
- Gemeinsame Normdatei: 1162523824
- International Standard Name Identifier: 0000 0003 9467 1798
- Nederlandse Thesaurus van Auteursnamen: 316130680
- Parlement.com: vhyjnjw8b4z7
- Virtual International Authority File: 289205107
- WorldCat: E39PBJd3T36gm74q9yFmVgtxjC